# Nevojice
Nevojice är en ort i Tjeckien.   Den ligger i regionen Södra Mähren, i den östra delen av landet, 220 km sydost om huvudstaden Prag. Nevojice ligger 239 meter över havet och antalet invånare är 395.
Terrängen runt Nevojice är platt åt nordväst, men åt sydost är den kuperad. Nevojice ligger nere i en dal. Runt Nevojice är det ganska tätbefolkat, med 56 invånare per kvadratkilometer. Närmaste större samhälle är Vyškov, 16,2 km norr om Nevojice. Trakten runt Nevojice består till största delen av jordbruksmark.